# Black Butte Ranch
Black Butte Ranch es un lugar designado por el censo ubicado en el condado de Deschutes en el estado estadounidense de Oregón. En el año 2010 tenía una población de 366 habitantes.

## Geografía
Black Butte Ranch se encuentra ubicado en las coordenadas 44°21′39.41″N 121°39′59.77″O / 44.3609472, -121.6666028.